# Andrej Hesek
Andrej Hesek (Bratislava, 12 giugno 1981) è un ex calciatore ed ex giocatore di calcio a 5 slovacco, di ruolo attaccante.